# Дамлос, Хорст
Хорст Дамлос (нем. Horst Dahmlos; род. 16 декабря 1940, Йена, Тюрингия) — восточногерманский хоккеист на траве, полевой игрок. Участник летних Олимпийских игр 1964 и 1968 годов.

## Биография
Хорст Дамлос родился 16 декабря 1940 года в районе Дракендорф немецкого города Йена.
Играл в хоккей на траве за «Мотор» из Йены. В его составе шесть раз становился чемпионом ГДР по хоккею на траве (1962—1963, 1965—1967, 1970), пять раз — по индорхоккею (1961—1962, 1964—1966).
В 1962 году дебютировал в сборной ГДР. 
Участвовал в отборочной серии из четырёх матчей против хоккеистов ФРГ, по итогам которой определилось, какая из команд будет выступать под маркой ОГК.
В 1964 году вошёл в состав сборной ОГК по хоккею на траве на летних Олимпийских играх в Токио, занявшей 5-е место. Играл в поле, провёл 9 матчей, мячей не забивал.
В 1968 году вошёл в состав сборной ГДР по хоккею на траве на летних Олимпийских играх в Мехико, занявшей 11-е место. В матчах не участвовал.
В 1962—1970 годах провёл за сборную ГДР 73 матча.